# François Gaudineau
Pour les articles homonymes, voir Gaudineau.
Baptiste François Gaudineau est un homme politique français né le 24 mai 1817 à Saint-Michel-en-l'Herm (Vendée) et décédé le 1er février 1887 à Luçon.
Maire de Luçon, président du conseil général, il est sénateur de la Vendée de 1876 à 1887, siégeant sur les bancs monarchistes. 

## Sources
- « François Gaudineau », dans Adolphe Robert et Gaston Cougny, Dictionnaire des parlementaires français, Edgar Bourloton, 1889-1891 [détail de l’édition]